# 1820 en santé et médecine
| Années de la santé et de la médecine : 1817 - 1818 - 1819 - 1820 - 1821 - 1822 - 1823    |
| Décennies de la santé et de la médecine : 1790 - 1800 - 1810 - 1820 - 1830 - 1840 - 1850 |

Cet article présente les faits marquants de l'année 1820 en santé et médecine.

## Événements
- La « coupe d'Hygie » ou « caducée des pharmaciens », qui aurait figuré en 1222 déjà sur la bannière des apothicaires de Padoue comme emblème de leur profession, apparaît en France, gravé par Jacques-Jean Barre sur le jeton de la Société de pharmacie[1].
- Joseph Bienaimé Caventou et Pierre Joseph Pelletier isolent la cinchonine et la quinine à partir de l'écorce fraiche de quinquina[2].
- Le médecin allemand Christian Friedrich Nasse (en) formule la loi de Nasse: l'hémophilie se manifeste seulement chez les personnes masculines et est transféré par des personnes féminines qui restent sans symptômes[3].

## Naissances
- 12 mai : Florence Nightingale (morte en 1910), infirmière britannique, pionnière des soins infirmiers modernes, de l'utilisation des statistiques dans le domaine de la santé et de la simplification du langage médical[4].
- 24 décembre : Joseph-Charles Taché (mort en 1894), écrivain, homme politique, journaliste et médecin québécois[5].

## Décès
- 15 avril :  John Bell (né en 1763), chirurgien écossais[6].